# Bidi, Khanapur
Bidi là một làng thuộc tehsil Khanapur, huyện Belgaum, bang Karnataka, Ấn Độ.